# Cussonia arenicola
Cussonia arenicola är en araliaväxtart som beskrevs av Strey. Cussonia arenicola ingår i släktet Cussonia och familjen Araliaceae. Inga underarter finns listade.